# Матч всех звёзд женской НБА
Матч всех звёзд Женской национальной баскетбольной ассоциации — ежегодная показательная встреча между сильнейшими представителями Восточной и Западной конференций женской национальной баскетбольной ассоциации (ЖНБА), а с 2018 года команд двух лучших игроков, набравших наибольшее количество голосов по итогам общего голосования.

## История
В 2004 году матч не проводился в своём традиционном формате в связи с тем, что игроки ЖНБА принимали участие в летних Олимпийских играх 2004 года в Афинах. Поэтому в этом году была проведена показательная встреча между национальной сборной США и командой всех звёзд ЖНБА, в которой победу одержала сборная со счётом 74:58. Эта игра не считается матчем всех звёзд ЖНБА.
В 2008 году матч звёзд не проводился в связи с проведением летних Олимпийских игр 2008 года в Пекине.
В 2010 году сборная США вновь встречалась со сборной всех звёзд ЖНБА. В матче американки одержали победу со счётом 99:72.
В 2012 году матч также не проводился в связи с проведением летних Олимпийских игр 2012 года в Лондоне.
В 2016 году матч вновь не проводился из-за проведения летних Олимпийских игр 2016 года в Рио-де-Жанейро.
В 2020 году встреча опять же не состоялся в связи с проведением летних Олимпийских игр 2020 года в Токио, которые из-за пандемии COVID-19 были перенесены на следующий год.

## Конкурсы звёздного уик-энда
В данной таблице опубликован список победителей конкурса трёхочковых бросков и соревнования по баскетбольным умениям, когда либо проводившихся на звёздном уик-энде женской НБА.
| Год  | Игрок               | Команда           | Итог  | Процент |
| ---- | ------------------- | ----------------- | ----- | ------- |
| 2006 | Дон Стэйли          | Хьюстон Кометс    | 17/30 | 56,7    |
| 2007 | Лори Кейн           | Вашингтон Мистикс | 25/30 | 83,3    |
| 2009 | Бекки Хэммон        | Сан-Антонио Старз | 16/30 | 53,3    |
| 2010 | Кэти Дуглас         | Индиана Фивер     | 23/30 | 76,7    |
| 2017 | Элли Куигли         | Чикаго Скай       | 27/34 | 79,4    |
| 2018 | Элли Куигли (2)     | Чикаго Скай       | 29/34 | 85,3    |
| 2019 | Шекинна Стриклен    | Коннектикут Сан   | 23/34 | 67,6    |
| 2021 | Элли Куигли (3)     | Чикаго Скай       | 28/40 | 70,0    |
| 2022 | Элли Куигли (4)     | Чикаго Скай       | 30/40 | 75,0    |
| 2023 | Сабрина Ионеску     | Нью-Йорк Либерти  | 37/40 | 92,5    |
| 2024 | Алиша Грей          | Атланта Дрим      | 22/40 | 55,0    |
| 2025 | Сабрина Ионеску (2) | Нью-Йорк Либерти  | 30/40 | 75,0    |

| Год  | Игрок                                    | Команда                                          | Итог/Соперник |
| ---- | ---------------------------------------- | ------------------------------------------------ | ------------- |
| 2003 | Дон Стэйли                               | Шарлотт Стинг                                    | —             |
| 2005 | Сью Бёрд                                 | Сиэтл Шторм                                      | Хэммон        |
| 2006 | Сеймон Огастус                           | Миннесота Линкс                                  | 28,5          |
| 2007 | Бекки Хэммон                             | Сан-Антонио Старз                                | 27,1          |
| 2009 | Кэппи Пондекстер София Янг Шарди Хьюстон | Финикс Меркури Сан-Антонио Старз Миннесота Линкс | 34,8          |
| 2010 | Рене Монтгомери                          | Коннектикут Сан                                  | 25,0          |
| 2019 | Даймонд Дешилдс                          | Чикаго Скай                                      | Джонс         |
| 2022 | Сабрина Ионеску                          | Нью-Йорк Либерти                                 | Смит          |
| 2023 | Челси Грей Келси Плам                    | Лас-Вегас Эйсес                                  | 45,0          |
| 2024 | Алиша Грей                               | Атланта Дрим                                     | 32,1          |
| 2025 | Наташа Клауд                             | Нью-Йорк Либерти                                 | 36,4          |